# Männer-Handballnationalmannschaft der Demokratischen Republik Kongo
Die Nationalmannschaft der Demokratischen Republik Kongo vertritt den Handballverband der Demokratischen Republik Kongo bei internationalen Turnieren im Herrenhandball.
Die Mannschaft nahm bisher zwölfmal an der Handball-Afrikameisterschaft teil. Bei der Teilnahme im Jahr 2020 erreichte sie den siebten Platz und qualifizierte sich für die Handball-Weltmeisterschaft 2021.

## Erfolge bei Meisterschaften

### Handball-Weltmeisterschaft
- WM 2021: 28. Platz

### Handball-Afrikameisterschaft
Bestes Ergebnis: 4. Platz 1992 und 2010

## Bekannte Nationalspieler
- Herdeiro Lucau
- Gauthier Mvumbi Thierry
- Alix Kévynn Nyokas
- Guy Olivier Nyokas
- Audray Tuzolana
- Damien Kabengele

## Bisherige Trainer
- 1998–2012  Denis Tristant
- 2013–2016  Francis Tuzolana
- 2016–2018 / Damien Kabengele
- seit 2018  Francis Tuzolana